# Résolution 436 du Conseil de sécurité des Nations unies
Membres permanents
- Chine
- États-Unis
- France
- Royaume-Uni
- URSS

Membres non permanents
- Allemagne de l'Ouest
- Bolivie
- Canada
- Gabon
- Inde
- Koweït
- Mauritanie
- Nigéria
- Tchécoslovaquie
- Venezuela

Résolution no 435 Résolution no 437
La résolution 436 du Conseil de sécurité des Nations Unies, adoptée à l'unanimité le 6 octobre 1978, après avoir constaté la détérioration de la situation au Liban et s'être profondément attristé des pertes en vies humaines dans le pays, a appelé toutes les parties impliquées dans les hostilités à mettre fin à la violence et à observer un cessez-le-feu.
En raison d'un certain nombre de facteurs, une guerre civile a éclaté dans le pays, qui était alors occupé par la Syrie. Le Conseil de sécurité appelle toutes les parties à autoriser le Comité international de la Croix-Rouge à accéder aux zones de conflit pour fournir une aide humanitaire et évacuer les blessés. Le Conseil a enfin réaffirmé son soutien au Secrétaire général Kurt Waldheim dans ses efforts pour tenir le Conseil informé de l’évolution de la situation.

## Voir également
- Guerre du Liban
- Liste des résolutions du Conseil de sécurité des Nations unies adoptées en 1978
- Occupation syrienne du Liban